# Bechara Jalkh
Bechara Jalkh (Beirute, Líbano, 19 de julho de 1932), é um famoso detetive, chegou ao Brasil com 17 anos no Rio de Janeiro, em 1949, ele atuou em casos famosos como o sequestro de Sérgio Haziot  e no caso de Carlos Ramirez da Costa.

## O Caso Carlinhos
Após 50 anos o caso do sequestro Carlos Ramires da Costa em que o detetive mais famoso do Brasil atuou é desvendado, em entrevista realizada por O Globo e postado na Revista Forum. (Maria da Conceição Ramires da Costa) mãe de Carlos Ramires da Costa, revela que o pai (João Melo) havia sequestrado o próprio filho. Na época Bechara Jalkh havia investigado o caso e apontado o próprio pai de Carlos Ramires da Costa como principal suspeito do sequestro, após 50 anos seria confirmado as suspeitas do detetive particular mais famoso do Brasil.